# Nishineuria cornuta
Nishineuria cornuta är en bäcksländeart som beskrevs av Tohru Uchida 1990. Nishineuria cornuta ingår i släktet Nishineuria och familjen jättebäcksländor. Inga underarter finns listade i Catalogue of Life.